# 833 Моніка
833 Моніка (833 Monica) — астероїд головного поясу, відкритий 20 вересня 1916 року.
Тіссеранів параметр щодо Юпітера — 3,217.